# キプリヌス・ルブロフスクス
キプリヌス・ルブロフスクス（Cyprinus rubrofuscus）は、コイ属の魚の種である。泥臭さと骨っぽさで知られており、したがって煮込みを除いては土地の人たちによって一般的に食されない。よく知られているニシキゴイの野生種である。

## 分布
東アジアに広く分布しており、アムール川から紅河流域までのラオス、ベトナム、韓国、中国、ロシア沿海州が原産である。自然生息地外にも移入されている。

## 分類
過去には、しばしばC. carpio haematopterus（シノニム）という学名の下でコイ（Cyprinus carpio）の亜種と見なされていたが、これらは遺伝学的ならびに計数形質的に異なっている。そのため、近年の出典はこれらを別種と認めている。以前の研究では、東アジアの北部（"haematopterus"）と南部（"viridiviolaceus"）の集団の間に計数形質および遺伝学におけるわずかな相違を見出していたものの、後の研究でそれらは単系統群ではないことが明らかにされた。しかしながら、異なる地域間でコイが幅広く移動するため、系統学的構造を構築するのは困難である。観賞用に改良されたニシキゴイの祖先種はC. carpioではなくおそらく東アジアのコイ（C. rubrofuscus）である。

## 文化

### 中国
コイは古来より縁起の象徴とされ、心の糧として古歌にも様々な鯉が登場している。中国語においてコイの『鯉』と『得』は同音異義語であることから、「両氏が得する」「一家が得する」という言い伝えがある。他にも『富貴有餘』『富貴有餘』という言葉も主にコイを指す。コイが竜門を飛び越えるという説は人々に広く知られている。

#### コイと四大家魚
四大家魚の中にコイが存在しない第一の理由は、唐の時代の皇帝の姓が『李』であり、『鯉』と同音異義語であったため、コイの名前が「赤鯶公」に変更された。更に朝廷は捕えたコイを放すことを定めた法令を出した。コイを食べることは全国的に禁止され、コイを販売した者には罰則として60回の鞭打ちが与えられた。これにより伝統的なコイの養殖産業が破壊されたため、四大家魚の中にコイは存在しない。王維は「善良な男が驄馬に乗り、侍女は金皿に乗った鯉を食べる」と言っていることから、当時はコイは殺して食べることができていた。
二つ目の理由として家魚の定義である。アオウオ・ソウギョ・ハクレン・コクレンは人工的に繁殖させることができるが、コイは自然繁殖しかできないため完全な家魚として認められないという論説である。ただし、この論説には根拠が存在しない。また、養蚕を行いながらコイを養殖する池作農業は古くから知られていた。
三つ目の理由としては、家魚の原産地である江蘇・浙江地域（湖南省、湖北省、江蘇省、浙江省）であると信じる人が多く、その地域ではコイを食べる人が少ないことから数が少なく、そのためコイは家魚として人気がないと考えられている。

#### 食材
コイの鱗は食べることができ、広東省南部の広州、順徳、南海、中山、東莞などの地域で食べられる広東風煮鯉は鱗ごと食べなければならない。

### 日本
中国では、鯉が滝を登りきると龍になる登龍門という言い伝えがあり、古来尊ばれた。その概念が日本にも伝わり、江戸時代に武家では子弟の立身出世のため、武士の庭先で端午の節句（旧暦5月5日）あたりの梅雨期の雨の日に鯉を模したこいのぼりを飾る風習があった。明治に入って四民平等政策により武家身分が廃止され、こいのぼりは一般に普及した。現在では、グレゴリオ暦（新暦）5月5日に引き続き行なわれている。 また比喩的表現として、将来、有能・有名な政治家・芸術家・役者になるため最初に通るべき関門を登龍門と指して言うこともしばしばある。
『日本書紀』第七巻には、景行天皇が美濃（岐阜）に行幸した時、美女を見そめて求婚したが、彼女が恥じて隠れてしまったため、鯉を池に放して彼女が鯉を見に出てくるのを待った、という説話が出てくる。

#### 食材
食材としての鯉は、福島県からの出荷量が最多で、鯉こく（血抜きをしない味噌仕立ての汁）、うま煮（切り身を砂糖醤油で甘辛く煮付けたもの）、甘露煮にする。稀に鱗を唐揚げし、スナック菓子のように食べることもある。また、洗いにして酢味噌や山葵醤油を付けて食べる例もある。しかし、生食や加熱不完全な調理状態の物を摂食すると、肝吸虫や有棘顎口虫 (Gnathostoma spinigerum) による寄生虫病を発症する可能性がある。捕獲した鯉は、調理に際しきれいな水を入れたバケツの中に半日-数日程入れて泥の臭いを抜く。さばくときは濡れた布巾等で目を塞ぐとおとなしくなる。
藍藻はゲオスミンや2-メチルイソボルネオールを作り、これが魚の皮膚や血合肉に濃縮される。このゲオスミンが、鯉やナマズなど水底に棲む淡水魚が持つ泥臭いにおいのもとでもある。ゲオスミンは酸性条件で分解するので、酢など酸性の調味料を調理に使えば泥臭さを抑えることができる。
海から離れた地域では古くから貴重な動物性タンパク源として重用され、将軍や天皇に出される正式な饗応料理や日常的にも慶事・祝事の席などでも利用されてきた。卵をもつ真子持ちのうま煮やあらいの切り身の見た目から雌のほうが重宝される。
古くから女性が健康（体力作り）のために鯉を食したと言う伝説や伝承があり、妊婦が酸っぱい鯉を食べて健康になり、無事、安産できたと言う伝説もある。また、御産の後に鯉を食べると母乳がよく出ると言う伝承も見られる。こうした話は東西を問わず内陸地には多い伝承である。
かつてサケやブリの入手が困難であった内陸地域では、御節料理の食材などとして今日でも利用されている。山形県米沢市では米沢上杉藩政時代の9代藩主上杉治憲（鷹山）が1802年に相馬から鯉の稚魚を取り寄せ、冬期間のタンパク源などとして鯉を飼うことを奨励した。各家庭の裏にある台所排水用の小さな溜めで台所から出る米粒や野菜の切れ端を餌にして蓄養した。同様の条件で養蚕が盛んだった福島県郡山市では蚕の蛹が餌とされ、やがては生産量日本一にまで成長した。現在の養殖では、主に農業用の溜め池が利用されるほか、長野県佐久地域では稲作用水田も利用されている。食生活の変化から需要の減少と共に全国の生産額は年々減少し、1998年には3億6000万円ほどであったが2008年には1億5000万円余りまで減少している。